# Kompensacja mocy biernej
Kompensacja mocy biernej – wytwarzanie mocy biernej w miejscu jej zapotrzebowania. 
Przesyłanie mocy biernej ma negatywne skutki techniczne i ekonomiczne. Kompensacja mocy biernej pozwala na zmniejszenie obciążenia przewodów, zmniejszenie spadków napięć oraz zredukowanie strat energii elektrycznej.
Ponadumowny pobór mocy biernej jest obciążony opłatami.

## Kompensacja mocy biernej indukcyjnej
Moc bierną indukcyjną kompensuje się poprzez zastosowanie kondensatorów energetycznych.

## Kompensacja mocy biernej pojemnościowej
Moc bierną pojemnościową kompensuje się poprzez zastosowanie dławików. Ich zastosowanie pozwala na uniknięcie tzw. przekompensowania. Kompensację mocy biernej pojemnościowej przeprowadza się sieciach elektroenergetycznych oraz przedsiębiorstwach. Źródłami tej mocy są odbiorniki o charakterze pojemnościowym (np. długie linie kablowe).

## Względy ekonomiczne kompensacji mocy biernej
Ponadumowny pobór mocy biernej jest obciążony opłatami naliczanymi przez operatorów sieci dystrybucyjnych dla odbiorców zasilanych z sieci średniego, wysokiego napięcia oraz niektórych odbiorców niskiego napięcia. 

## Rodzaje kompensacji
Wyróżnia się kompensację:
- indywidualną,
- grupową,
- centralną.